# Zlatníky
Zlatníky este o comună slovacă, aflată în districtul Bánovce nad Bebravou din regiunea Trenčín. Localitatea se află la altitudinea de 270 m deasupra n.m., se întinde pe o suprafață de 50,44 km2 și în 2017 număra 676 de locuitori.

## Istoric
Localitatea Zlatníky este atestată documentar din 1199.

## Demografie
| An:                | 1994 | 2004   | 2014   | 2024   |
| ------------------ | ---- | ------ | ------ | ------ |
| Număr de persoane: | 706  | 726    | 684    | 694    |
| Diferență:         |      | +2,83% | −5,78% | +1,46% |

| An:                | 2023 | 2024   |
| ------------------ | ---- | ------ |
| Număr de persoane: | 689  | 694    |
| Diferență:         |      | +0,72% |